# Vermandois
Vermandois és una comarca francesa de la Picardia, que pren el seu nom de la vila de Vermand. A l'edat mitjana va constituir el comtat de Vermandois. En l'època contemporània es considera Vermandois la comarca que té com a centre la vila de Saint-Quentin, al departament de l'Aisne a la nova regió d'Alts de França. És assimilada al districte de Saint-Quentin.
Però el Vermandois històric era més gran. El pagus Viromandensis de l'alta edat mitjana corresponia a la part més gran del bisbat del mateix nom, llevat un petit sector al voltant de Noyon, anomenat pagus noviomensis o Noyonnais. Ha estat l'hereu de la civitas Viromanduorum, el territori dels viromandus (en llatí Viromandui), nom dels gals que ocupaven la regió. El nom de Vermandois és derivat directament dels Viromandui per la unió del sufix -ensis, « relatiu a » 